# Cryptomyzus alboapicalis
Cryptomyzus alboapicalis är en insektsart som först beskrevs av Theobald 1916.  Cryptomyzus alboapicalis ingår i släktet Cryptomyzus och familjen långrörsbladlöss. Arten är reproducerande i Sverige. Inga underarter finns listade i Catalogue of Life.